# Meruzanes Arzerúnio (emissário)
Meruzanes Arzerúnio (em grego: Μερουζάνης; romaniz.: Merouzánēs; em armênio: Մերուժան; romaniz.: Meružan), ou Meruzanes II segundo Cyril Toumanoff, foi um nobre (nacarar) armênio do século V, membro da família Arzerúnio.

## Nome
Meruzanes (Μερουζάνης, Merouzánēs), Maruzas (Μαρουζᾶς, Marouzãs) são as formas gregas do armênio Meruzã (Մե(հ)րուժան / Մերհուժան, Me(h)ružan / Merhužan) e Meuzã (Մեհուժան, Mehužan), que originou-se no persa médio Mitruchã (Mitrūčan) ou no parta Mirozã (Mihrozan). Todos esses nomes parecem ter se originado no iraniano antigo *Mitrabaujana (*MiΘra-bauǰ-ana-), "prazer, aproveitamento de Mitra", que por sua vez havia sido helenizado como Mitrobuzanes (Μιθροβουζάνης, Mitrobouzánēs).

## Vida
Meruzanes era irmão de Alano e talvez Zoique, a esposa de Maictes Mamicônio, e sobrinho de Meruzanes I. Cyril Toumanoff propôs que fosse filho de Vasaces. Na década de 410, sua família foi exilada ao Império Bizantino por se opor ao rei Sapor I (r. 415–420), mas retorna com seu irmão tempos depois. Pouco antes de 450, participa na embaixada de Maictes à corte de Constantinopla para solicitar apoio militar do imperador Teodósio II (r. 408–450) contra o xá Isdigerdes II (r. 438–457).